# Teorema di Mozzi
Il teorema di Mozzi in cinematica afferma che l'atto di moto più generale di un corpo rigido è elicoidale.
Compare per la prima volta nell'opera Discorso Matematico Sopra Il Rotamento Momentaneo Dei Corpi nel 1763, anche se viene da alcuni ascritto al Frisi.
In particolare un atto di moto degenere può essere traslatorio o rotatorio.

## Dimostrazione
La dimostrazione del teorema fa leva sull'Equazione fondamentale della cinematica del corpo rigido, con cui però questo non va confuso.
Siano Q e P due punti generici del corpo, e O un punto tale che: 
{\displaystyle \mathbf {v} _{Q}=\mathbf {v} _{Q\parallel }+\mathbf {v} _{Q\perp }=\mathbf {v} _{Q\parallel }+\mathbf {v} _{O\perp }+\mathbf {\omega } \times (\mathbf {r} _{Q}-\mathbf {r} _{O})=\mathbf {v} _{Q\parallel }+\mathbf {\omega } \times (\mathbf {r} _{Q}-\mathbf {r} _{O})}
{\displaystyle \mathbf {v} _{O\perp }\cdot \mathbf {\omega } =0}, quindi parallela a questa velocità angolare.
Si ha che :{\displaystyle \mathbf {v} _{P}=\mathbf {v} _{Q}+\mathbf {\omega } \times (\mathbf {r} _{P}-\mathbf {r} _{Q})=\mathbf {v} _{Q\parallel }+\mathbf {\omega } \times (\mathbf {r} _{P}-\mathbf {r} _{Q})+\mathbf {\omega } \times (\mathbf {r} _{Q}-\mathbf {r} _{O})=\mathbf {v} _{Q\parallel }+\mathbf {\omega } \times (\mathbf {r} _{P}-\mathbf {r} _{O})}.
Se ora applichiamo quanto ricavato per un generico P in particolare per O:
{\displaystyle \mathbf {v} _{O}=\mathbf {v} _{Q\parallel }+\mathbf {\omega } \times (\mathbf {r} _{O}-\mathbf {r} _{O})=\mathbf {v} _{Q\parallel }}.
Ma allora:
{\displaystyle \mathbf {v} _{P}=\mathbf {v} _{O}+\mathbf {\omega } \times (\mathbf {r} _{P}-\mathbf {r} _{O})}.
che è appunto un atto di moto elicoidale per ogni punto P del corpo rigido.
In particolare se {\displaystyle \mathbf {\omega } =0} il moto risulterà traslatorio.
Se  invece {\displaystyle \mathbf {v} _{O}=0} il moto risulterà rotatorio.